# Anne E. Pusey
Anne Elizabeth Pusey (* 1949 in Oxford) ist eine britisch-amerikanische Biologin (Verhaltensbiologie, Primatologie, Anthropologie) und emeritierte Professorin an der Duke University. Hier ist sie James B. Duke Distinguished Professor Emerita of Evolutionary Anthropology und Direktorin des Jane Goodall Institute Research Center.

## Leben und Wirken
Pusey erwarb 1970 an der Oxford University einen Bachelor und Master in Zoologie und 1978 bei David Hamburg an der Stanford University einen Ph.D. in Ethologie. Nach Forschungsaufenthalten an der University of Sussex, dem Serengeti Wildlife Research Institute und der University of Chicago, erhielt sie 1983 an der University of Illinois at Urbana-Champaign eine erste Professur (Visiting Associate Professor), wechselte aber im selben Jahr an die University of Minnesota, wo sie ab 1989 eine ordentliche Professur innehatte, zuletzt für Ökologie, Evolution und Verhalten. Ab 1995 war sie zusätzlich Direktorin des Zentrums für Primatologie am dortigen Jane-Goodall-Institut. 2009 wechselte sie an die Duke University, 2018 wurde sie emeritiert.
Pusey untersuchte 12 Jahre lang Löwen in der Serengeti, dann aber vor allem Schimpansen im Gombe-Stream-Nationalpark. Sie befasst sich mit der Verhaltensökologie der Schimpansen und den Faktoren, die die soziale Struktur, soziale Entwicklung, soziale Dominanz, Kooperation und Paarung, Vermeidung von Inzest und Begrenzung von Vaterschaft außerhalb der Gruppe beeinflussen. Neuere Arbeiten befassen sich auch mit der Entwicklung des Retrovirus SIVcpz. Am Jane Goodall Institute Research Center digitalisiert und analysiert sie systematisch Daten, die von Jane Goodall und Mitarbeitern im Gombe-Stream-Nationalpark über 50 Jahre erhoben wurden.
Laut Datenbank Scopus hat Pusey einen h-Index von 62 (Stand September 2022).

## Auszeichnungen (Auswahl)
- 1990 Guggenheim-Stipendium[2]
- 2005 Mitglied der American Academy of Arts and Sciences[3][4]
- 2022 Mitglied der National Academy of Sciences[5]